# Llista d'abats del Mont Saint-Michel

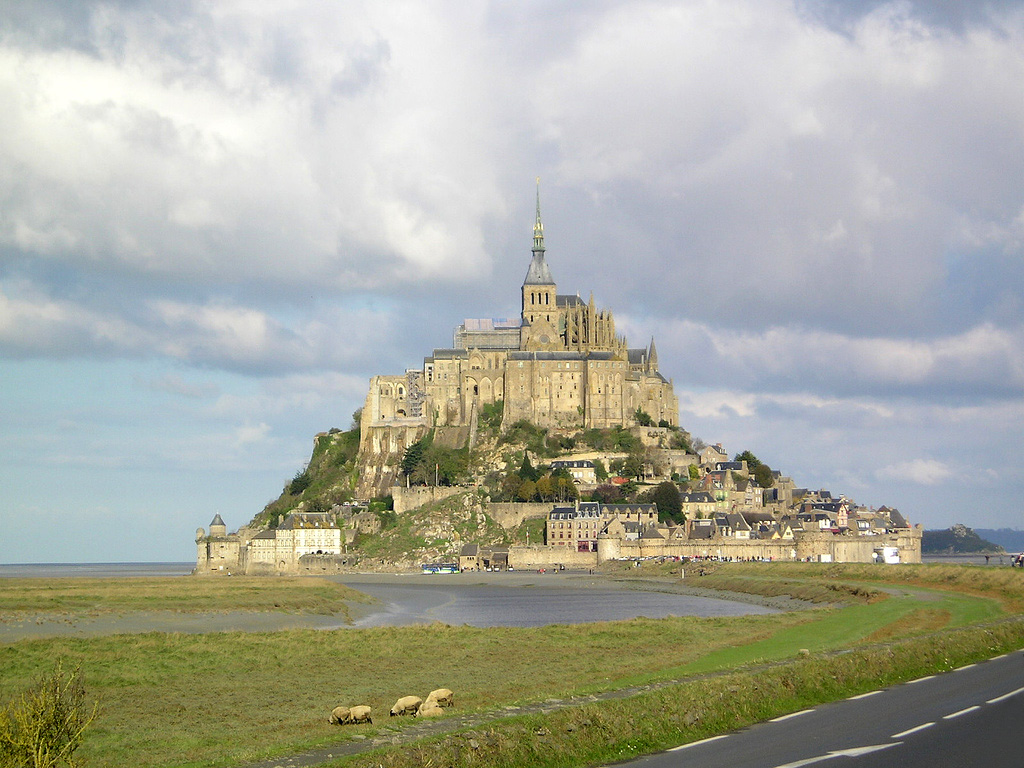
El Mont Saint-Michel

Mont Saint-Michel de nit

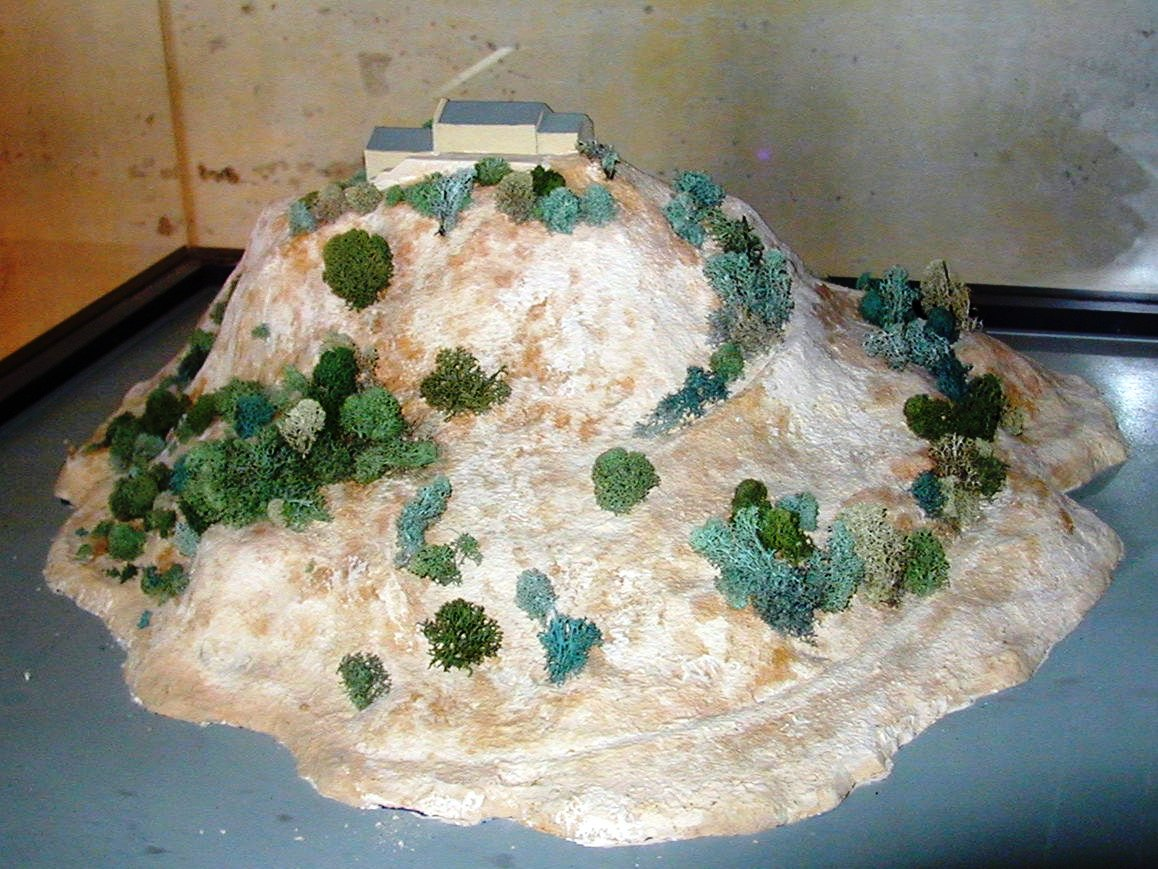
Segle X

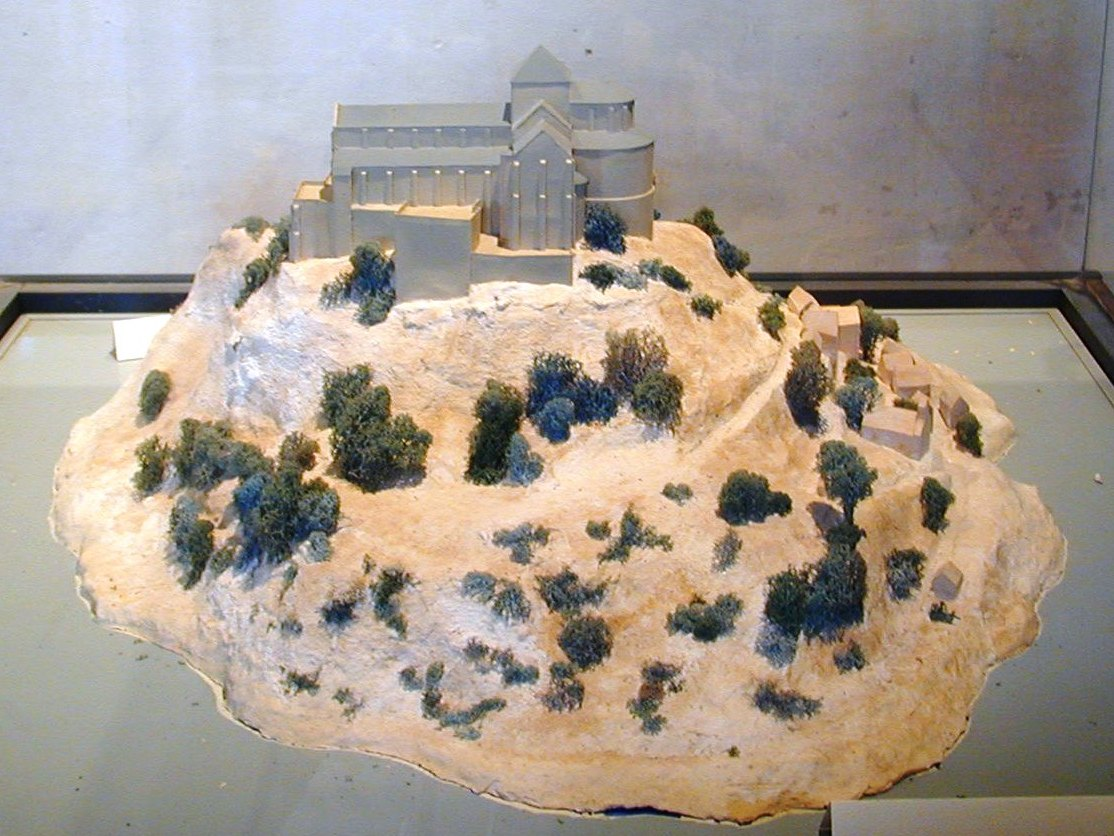
Del al XII

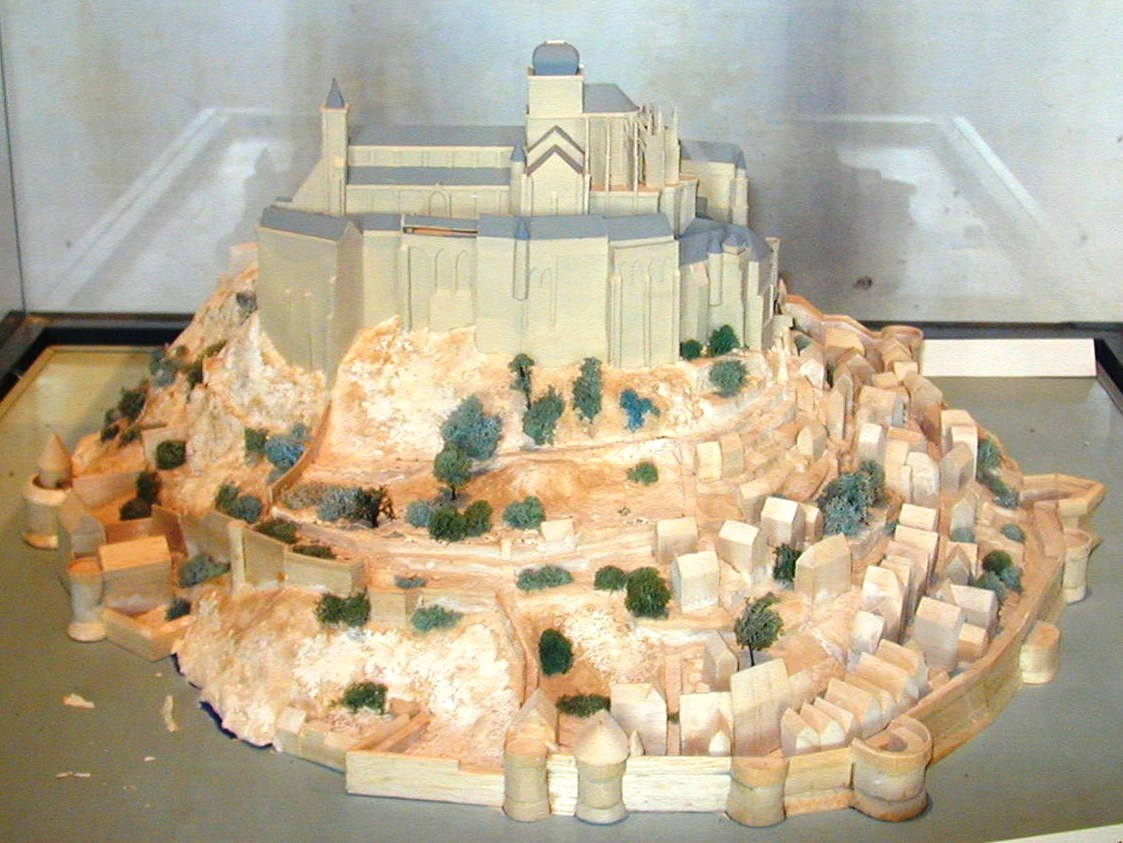
Del al XVIII

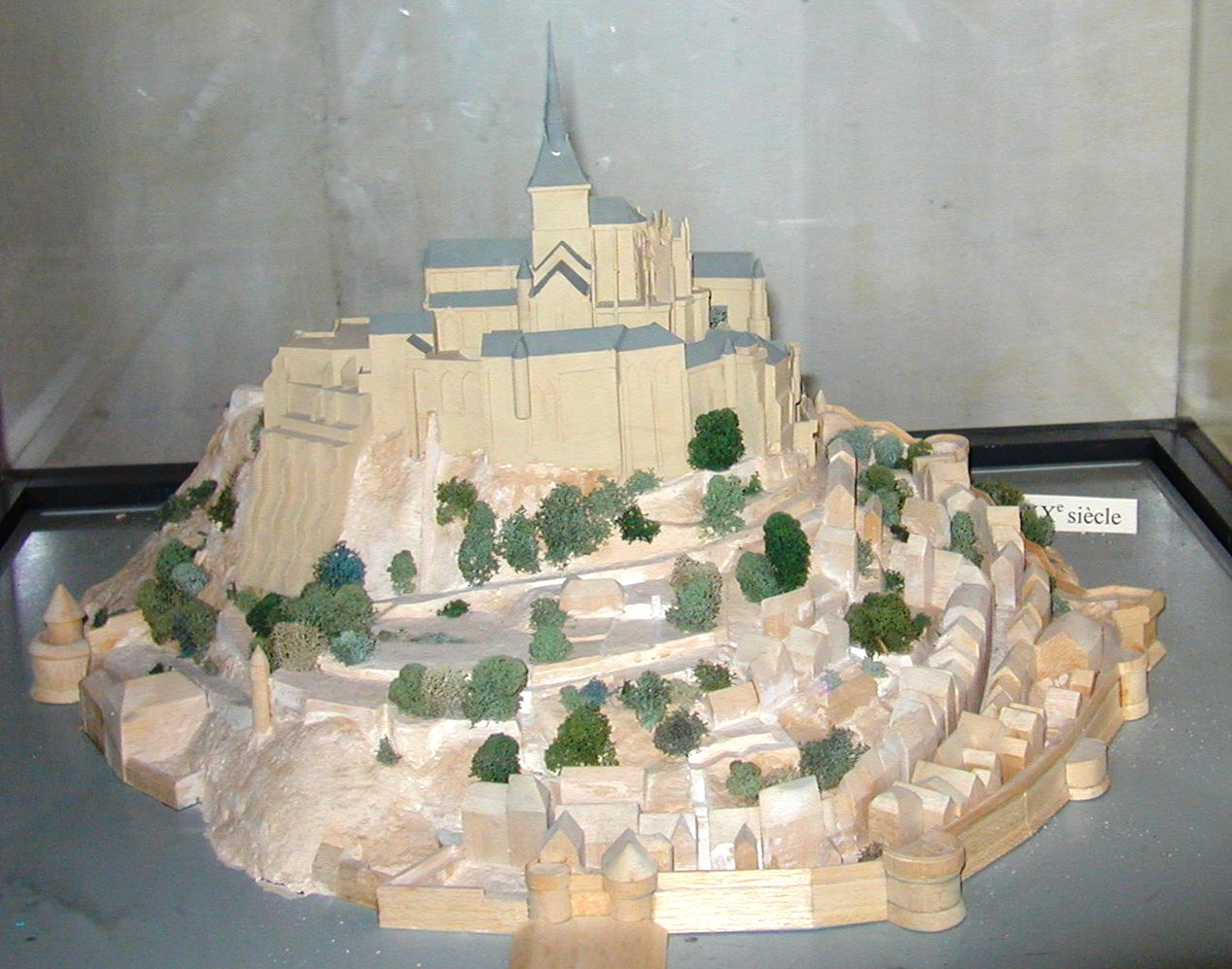
Segle XX

A continuació hi ha una llista dels abats del Mont Saint-Michel:

## Llista d'abats del Mont Saint-Michel

### Segle X
991-1009: Maynard II

### Segle XI
1009-1017: Hildebert I
1017-1023: Hildebert II
1025-1051: Almod
1051-1055: Théodoric
1055-1048: Suppo
1048-1058/60 : Radulphe o Raoul de Beaumont
1060/65-1084: Ranulphe o Renaut de Bayeux
1085-1102: Roger I

### Segle XII
1106-1122: Roger II
1125-1131: Richard de Mère
1131-1149: Bernard du Bec
1149-1150: Geoffroy
1151-1153: Richard de la Mouche, Robert Hardy
1154-1186: Robert de Torigni
1186-1191: Martin de Furmendi
1191-1212: Jourdain

### Segle XIII
1212-1218: Radulphe o Raoul des Îles
1218-1223: Thomas des Chambres
1225-1236: Raoul de Villedieu
1236-1264: Richard Turstin
1264-1271: Nicolas Alexandre
1271-1279: Nicolas Famigot
1279-1298: Jean Le Faë
1299-1314: Guillaume du Château

### Segle XIV
1314-1334: Jean de la Porte
1334-1362: Nicolas le Vitrier
1363-1386: Geoffroy de Servon
1386-1410: Pierre le Roy

### Segle XV
1410-1444: Robert Jolivet
1444-1483: Guillaume d'Estouteville
1483-1499: André Laure
1499-1510: Guillaume de Lamps

### Segle XVI
1510-1513: Guérin Laure
1515-1523: Jean de Lamps
1524-1543: Jean le Veneur
1543-1558: Jacques d'Annebault
1558-1570: François Le Roux d'Anort
1570-1587: Arthur de Cossé-Brissac
1588-1615: François de Joyeuse

### Seglexvii
1615-1641: Henri de Lorraine, duca di Guise
1641-1643: Ruzé d'Effiat
1644-1670: Jacques de Souvré
1670-1703: Étienne Texier d'Hautefeuille

### Seglexviii
1703-1718: Karq de Bebambourg
1721-1799: Charles Maurice de Broglie
1766-1769: Étienne-Charles de Loménie de Brienne
1788: Louis-Joseph de Montmorency-Laval